# Řád Muhammada Alího
Řád Muhammada Alího (arabsky نيشان محمد علي‎) byl nejvyšší řád udílený Egyptským královstvím. Založen byl v roce 1915 a zrušen po zániku monarchie v roce 1953. Udílen byl občanům Egyptského království i cizím státním příslušníkům za civilní či vojenské zásluhy o stát.

## Historie
Řád založil první egyptský sultán Hussein Kamel dne 14. dubna 1915 na počest svého pradědečka Muhammada Alího. Řád byl udílen za civilní či vojenské služby státu a medaile byly udíleny za statečnost. V roce 1919 došlo k reformě, při které byl změněn vzhled insignií. Po zániku monarchie a vzniku republiky byl 18. června 1953 zrušen.

## Insignie
Řádový odznak měl původně tvar šestiúhelníku obklopeného motivem stříbrného akantového listu. Uprostřed byl bíle smaltovaný kulatý medailon nesoucí zlatý nápis v arabštině. Uprostřed něho byl ještě malý kulatý zeleně smaltovaný medailon opět se zlatým nápisem arabským písmem. Insignie tohoto vzhledu byly užívány od založení řádu do roku 1919, kdy byl vzhled pozměněn.
Od roku 1919 měl řádový odznak tvar jemné šesticípé hvězdy s jednotlivými cípy zakončenými rostlinným motivem. Uprostřed byl bíle smaltovaný zlatě zdobený kulatý medailon. Uprostřed medailonu byl menší kulatý zeleně smaltovaný medailonek zdobený bíle smaltovanými arabskými písmeny. Ke stuze byl připojen pomocí přívěsku v podobě kosočtverce, který měl každý ze svých rohů zakončený listovým motivem stejně jako samotný odznak.
Řádový řetěz byl složen z řádového odznaku připojeného k náhrdelníku, který se skládal z bíle smaltovaných dekorací se zeleným nápisem arabským písmem a z dekorací stříbrno-zlatých.
Řádová hvězda měla tvar řádového odznaku položeného na zlatou hvězdu.

Stuha byla tmavě zelená s bílými úzkými pruhy po stranách.

Řádový řetěz
Řádová hvězda
Velkostuha

## Třídy
Řád byl udílen v jedné speciální třídě, dvou řádných třídách a náležely k němu také dvě medaile.
- rytíř velkostuhy s řetězem – Tato třída byla vyhrazena pro zahraniční hlavy států a příslušníky královských rodin. Řádový odznak se nosil kolem krku na řetězu. K této třídě náležela i řádová hvězda.[3]

- rytíř velkostuhy – Řádový odznak se nosil na široké stuze spadající z ramene na protilehlý bok. K této třídě náležela i řádová hvězda.
- rytíř komandér – Řádový odznak se nosil na stuze těsně kolem krku.
- zlatá medaile
- stříbrná medaile